# Aziz Dweik
Abdel Aziz Dweik (en árabe: عزيز دويك‎, nacido el 12 de enero de 1948), en ocasiones escrito Dwaik, Duwaik o Duweik, ha sido el presidente del Consejo Legislativo Palestino (CLP) desde su elección para dicho cargo el 18 de enero de 2006. Ha sido encarcelado por Israel en numerosas ocasiones. Hay una corriente de opinión entre los palestinos que cree que Dweik debería ser el Presidente de la Autoridad Nacional Palestina de oficio, dado que la Constitución Palestina establece que, si no se convocan elecciones antes de que finalice el mandato de un Presidente de Palestina, su cargo pasará a ejercerlo el presidente del Consejo Legislativo Palestino. El mandato de Mahmoud Abbas terminó oficialmente el 9 de enero de 2009, momento en el que Abdel Aziz Dweik estaba encarcelado en Israel.

## Educación y vida familiar
Antes de entrar en política, Dweik era profesor de Geografía Urbana en la Universidad Nacional An-Najah de Nablus, en Cisjordania. Tiene un doctorado en Planificación Regional y Arquitectónica por la Universidad de Pensilvania.
Dweik está casado y tiene siete hijos. Una de sus hijas es directora de escuela, y otros tres de sus hijos son alumnos de medicina o farmacia. La esposa de Dweik dirige una guardería llamada Marj al-Zohour, nombrada por la localidad libanesa donde su marido estuvo exiliado en 1992.

## Opiniones políticas
Dweik ha comentado ante periodistas que considera la carta fundacional de Hamás, en la que se pide el establecimiento de un Estado de Palestina en toda Palestina, incluida Israel, como "poco más que un sueño, y poco realista," y  cree que el objetivo de Hamás es crear un Estado de Palestina en Cisjordania y la Franja de Gaza. Nunca ha sido acusado de implicación en actividades terroristas. Su principal meta desde que salió de prisión ha sido la reconciliación entre Hamás y Fatah, las dos principales facciones palestinas, que se visto envueltas en un conflicto cuyo resultado ha sido una división en el gobierno de la ANP, con Hamás gobernando en la Franja de Gaza y Fatah en Cisjordania.

## Carrera política
Duweik ha sido relacionado con los Hermanos Musulmanes y con Hamás desde 1992. Por aquella época, Hamás era una organización prohibida por Israel y él nunca reconoció ser miembro de ella, aunque  hablaba de Hamás con periodistas occidentales como alguien con conocimiento de la organización y de sus objetivos. Duweik ha tenido la prudencia de desligarse de las acciones militares llevadas a cabo por Hamás, incluso aunque los ataques iniciales de Hamás, descritos como "eficaces y mortíferos," iban dirigidos exclusivamente contra las fuerzas de la ocupación israelí, no contra civiles. En 1992, apareció una ala militar diferenciada llamada Brigadas de Ezzeldin al-Qassam, con el objetivo de distinguir claramente la rama política de Hamás de su brazo militar.

### Exilio en el Líbano
En 1992, la administración israelí encabezada por Isaac Rabin incluyó a dweik en un grupo de 415 palestinos asociados con Hamás o la Yihad islámica que fueron arrestados y enviados al exilio en el sur del Líbano. Rabin reconoció que los expulsados no eran militantes armados, sino personas que representaban la "infraestructura" de Hamás. Fueron conducidos a la frontera de Israel con el Líbano, tras lo que los bajaron en la zona desmilitarizada entre ambos países y les advirtieron que no volvieran. Líbano les negó la entrada, así que Duweik y sus compatriotas permanecieron en la tierra de nadie. Vivieron en tiendas y construyeron sus propias duchas; también instauraron un sistema jerárquico según el cual Duweik estaba a cargo de los deportados cisjordanos, mientras que Abdel Aziz al-Rantisi se encargaba de los de la Franja de Gaza. Después de un año, Rabin permitió que volvieran a sus hogares.

### Elecciones de 2006
Duweik se presentó en busca de un escaño en el Consejo Legislativo Palestino en las elecciones de enero de 2006 por la lista Cambio y Reforma, formada principalmente por miembros de Hamás. Tras la victoria de Hamás en las elecciones, Israel y los Estados Unidos pasaron a mantener contacto solamente con Mahmoud Abbas, el Presidente de la Autoridad Nacional Palestina, y no con Ismail Haniya, el primer ministro recién elegido democráticamente, o con cualquier otro parlamentario electo de Hamás, incluido Duweik. Los Estados Unidos suspendieron inmediatamente la ayuda económica al nuevo gobierno cuando Duweik juró su cargo como Presidente del Parlamento el 29 de marzo de 2006, en sustitución de Rawhi Fatuh, del movimiento nacionalista Fatah. Durante la jura, que se llevó a cabo por videoconferencia debido a la prohibición que impuso Israel a que se trasladasen los miembros de Hamás, Duweik declaró que: "Un hombre hambriento es un hombre enfadado [...]  Esperamos que el mundo no permita que el pueblo palestino sufra, porque esto  radicalizará más a la gente." También dijo: "Mi mensaje para Israel es que ponga fin a la ocupación, y así no habrá más lucha."

En una entrevista de abril de 2006 con el diario israelí Ynet, Duweik respondió a la posibilidad anunciada por Israel de hacer caer al nuevo gobierno usando medidas económicas y de cualquier otro tipo: 
"Solo digo que la potencia ocupante tiene, de acuerdo con los tratados internacionales, obligaciones con respecto al pueblo ocupado. También digo que el dinero que los israelís dicen que no quieren transferirnos [55 millones de dólares recaudados en impuestos sobre los mismos palestinos] no es dinero israelí,  es dinero palestino  que Israel recauda de los palestinos, y que está obligado a dar a la Autoridad. Si Israel mantiene esta postura, entonces la ley tendrá que decidir sobre este asunto. Este plan es otro intento israelí de dañar el proceso democrático y sus resultados, un proceso que fue libre, transparente, y que tuvo lugar frente a los ojos del mundo entero. Esto es un intento de herirnos, pero  somos leones, no hormigas. No es fácil herirnos."

### Arresto en 2006
Dweik fue arrestado por efectivos de los servicios secretos israelíes el 29 de junio de 2006 como parte de la Operación Lluvias de Verano, poco después del apresamiento del cabo israelí Gilad Shalit en la Franja de Gaza. Israel esperaba utilizar a Dweik y a otros 35 diputados de Hamás recién detenidos como carta de canje por el cabo. Fue liberado poco después, y lo volvieron a detener el 6 de agosto de 2006. Dweik denunció que fue golpeado brutalmente mientras permanecía bajo custodia y sus abogados declararon que permaneció preso en condiciones insalubres. En agosto de 2006, Dweik fue juzgado en Israel, acusado de ser miembro de Hamás y de mantener contactos con Khaled Meshal, el secretario-general de Hamás exiliado en Damasco (Siria). Duweik denunció que se trataba de un "juicio político" y declaró que no reconocía la legitimidad del tribunal. Acusó a Israel de hacer un "chantaje político" y afirmó que su arresto iba en contra del derecho internacional. Dweik y otros ministros y parlamentarios palestinos fueron encarcelados a pesar de su inmunidad parlamentaria.

### Liberación en 2009
Israel liberó a Dweik dos meses antes de que concluyese su condena de tres años. Una vez liberado de la prisión de máxima seguridad de Hadarim, a unos 30 kilómetros al norte de Tel Aviv, fue trasladado a un puesto militar israelí a las afueras de Tulkarem, donde le esperaban su abogado y su familia. Allí declaró: "Unidad, reconciliación y diálogo es mi mensaje en nombre de todos los presos palestinos". La liberación de Dweik llegó después de que un tribunal militar israelí denegase la petición de los fiscales militares de prolongar su detención hasta los 42 meses, medida adoptada probablemente por su mala salud. Su familia tuvo que abonar una suma de 5.000 séquels (unos 900€) para conseguir su liberación.

### Arresto y liberación en 2012
El 19 de enero de 2012, cuando se dirigía a Hebrón, Dweik fue detenido otra vez por el ejército israelí en un puesto de control a las afueras de la localidad palestina de Jaba', entre Ramala y Jerusalén. Según los testigos, le vendaron los ojos, lo maniataron y lo llevaron a una ubicación desconocida. Israel declaró que su detención se debía a su "implicación en ataques terroristas." El corresponsal de la BBC en Jerusalén, Wyre Davies, afirmó que el arresto de Dweik sería entendido por "muchos" como una "prueba más de que Israel sigue una política de restringir los movimientos de las principales personalidades palestinas." Hamás denunció que Israel lo había arrestado para obstaculizar las negociaciones para un gobierno de unidad entre su organización y Fatah. Algo parecido reflejaba el diario El País: "Para muchos palestinos éste es un indicador de que el Gobierno israelí quiere hacer descarrilar el proceso de reconciliación entre las facciones rivales de Al Fatah y Hamás". Por tercera vez, las autoridades israelíes sometieron a Duweik a seis meses de detención administrativa, un proceso empleado por el que el detenido es encarcelado sin juicio, sin que se presenten pruebas contra él y por un periodo de tiempo potencialmente ilimitado. Con su detención, el número de parlamentarios palestinos en cárceles israelíes ascendió a 27.
El 20 de julio, Dweik fue liberado por las autoridades israelíes y recibido por otros parlamentarios en el puesto militar israelí de Beit Sira. Al día siguiente  recibió la llamada del entonces Presidente de Egipto Mohammed Morsi felicitándole por su liberación. Dweik se confesó "honrado" por la llamada, declarando que  representaba la nueva era tras la Primavera Árabe.

### Arresto en 2014
Dweik volvió a ser detenido por las autoridades israelíes en Cisjordania en junio de 2014, poco después del secuestro y asesinato de tres adolescentes israelíes.